# Matinera bruna
La matinera bruna(Illadopsis fulvescens) és un ocell de la família dels pel·lorneids (Pellorneidae).

## Hàbitat i distribució
Viu entre la malesa del bosc de les terres baixes al Senegal, sud de Mali, Sierra Leone, sud-est de Guinea, Libèria, Costa d'Ivori, sud i sud-oest de Ghana, Togo, Benín, Nigèria, sud de Camerun, Guinea Equatorial, el Gabon, República del Congo, Cabinda, sud de la República Centreafricana, nord i nord-est de la República Democràtica del Congo, extrem sud-est del Sudan, Uganda, Burundi i nord-oest de Kenya, nord d'Angola, sud i est de la República Democràtica del Congo i oest de Tanzània.